# Bokeljski Hrvati
Bokeljski Hrvati pripadnici su najjužnije hrvatske etničke skupine. Nastanjeni su na području Boke u Crnoj Gori, a podrijetlo vuku od Dukljana, najjužnijeg plemena Crvenih Hrvata.
Iako su danas brojčano u manjini, važnost Bokeljskih Hrvata za Boku kotorsku ne ogleda se u njihovoj brojnosti, već u doprinosu kulturnoj baštini Boke, koji je nesrazmjerno veći od današnjeg etničkog udjela Hrvata.
Boka je smještena jugoistočno od Dubrovnika, duž obale od Herceg Novog, pa do blizu Bara, a svoje ime dobiva po gradu Kotoru i tal. riječi‚ ’boca, u značenju ušće’. Godine 1945. pripojena je Crnoj Gori, a u dubljoj povijesti pripadala je području Crvene Hrvatske. Etničko-religijska struktura napose se počela mijenjati nakon 1991. godine.
Bokeljski Hrvati su u 18. stoljeću imali više od 300 brodova i bijahu rival Dubrovniku i Veneciji. Jedan od poznatijih Bokelja bio je Matej Zmajević ili Matija Zmajević (1680. – 1735.), admiral baltičke mornarice i brodograditelj koji je ruskom caru Petru I. Velikom izgradio flotu u Voronježu. Ovaj čovjek imao je velikih uspjeha u pomorskim bitkama protiv Šveđana, pa je iz toga razloga uz velike vojne počasti (odlikovan redom Aleksandar Nevski), sahranjen u katoličkoj crkvi u Moskvi. Petar I. Veliki čini još jednu čast, i šalje svoje mlađe časnike u Perast u Boku na studiranje pomorskih znanosti.
Od ostalih poznatih Bokelja, tu su još Tripun Kotoranin, kotorski zlatar, koji je radio 1476. na dvoru Ivana Groznog u Moskvi; Krsto Čorko, koji je u drugoj polovici 17. stoljeća postao španjolski markiz i guverner Baleara, inače je bio pomorski kapetan; kapetan Petar Želalić (Zhelalich), koji je postao član reda Malteških vitezova, a sa svojim malenim šambekom (tipom broda berberskih gusara), kojim je 19. 9. 1760. potukao turski brod naoružan s 82 topa; Antun Luković, glavni inženjer na projektu gradnje Sueskog kanala (1859. – 1869.); Ivan Visin (1806. – 1868.), pomorski kapetan i istraživač koji je iz Antwerpena 1852. krenuo na put oko svijeta na brodu "Splendido".

## Ime
Ime se izvodi od riječi Boka kotorska (u starijih hrv. autora zabilježena i kao: Buka od Kotora, gen. Buci), u doslovnom prijevodu, "Kotorsko ždrilo".

## Hrvatsko ime u Boki kotorskoj
Grof P.A. Tolstoj putovao je Bokom kotorskom pod kraj 17. st. Njegovi zapisi vrlo su autentično svjedočanstvo o etničkom sastavu bokeljskog stanovništva. U njegovo doba u većini primorskih mjesta u zaljevu živjeli su Hrvati, ali su kao posljedica oslobađanja Risna i Herceg-Novog iz turskih ruku počela srpska naseljavanja u priobalju. Tolstoj tako piše da je "daljše od Ercegnovog put ležal mimo beregov zaselenih Horvatima do Perasti v albanskom knjaževstve". U Perastu i okolini našao je Turaka, kazao je da tu "život Turki". To što je Tolstoj vidio posve je podudarno impresiji koju je iznio biskup Andrija Zmajević. Po njemu su neki od tih ljudi koji su preostali iz doba turske vlasti u dijelovima Boke kotorske bili vrlo pismeni i naobraženi pa je biskup od nekog prijatelja iz Rima naručio za njih Bibliju na arapskom jeziku želeći ih uvjeriti u istinu kršćanstva. U brdskim selima iznad priobalja Tolstoj je uočio mnoga srpska naselja i to, kako on veli, da oni "živut meždu velikih i visokih kamenih gor". Tolstojev opis posebno je dragocjen jer svjedoči o činjenici da su katolici u mnogim bokeljskim naseljima bili starosjedioci, a da su Srbi, kad ih je uočio na koncu 17. st., bili nastanjeni visokim gorama. Zanimljivo je da Tolstoj Srbe od Hrvata ne razlučuje po vjeri jer uz njihova etnička imena osjeća potrebnim reći i koje su vjere bili, misleći pri tom da bi oni mogli biti i jedne i druge vjere bez obzira na narodnost. Ta spoznaja baca sasvim novo svjetlo na etnogenezu Boke kotorske, a posebno kad se zamijeti da Tolstoj sasvim prirodnim smatra što bokeljski Srbi "platje nosjat hrvatskoje", da su im žene "podobni hervackim ženam v platje i v obiknostjah". Bokelji su se bavili prepisivanjem dubrovačkih djela. Marko Balović prepisao je još 1728. Gundulićevog Osmana shvativši mu nacionalni značaj. Nikola Burović prepisivao je starije dubrovačke tekstove i spasio od uništenja Vetranovićevu Istoriju od Dijane (jednu od najstarijih hrvatskih drama) nađenu u nekom milanskom antikvarijatu tek 1980-ih. Danas se čuva u Nacionalnoj i sveučilišnoj knjižnici u Zagrebu. Andrija Balović pokušao je napisati jednu kratku povijest Dalmacije.
Fra Andrija Kačić Miošić ovako je pjevao:
“Ej Kotore, gnizdo sokolova,
na visokoj grani savijeno,
di se legu zmaji i sokoli,
koji caru puno dodijaše!
Svijeno je na jeli zelenoj
ter pokriva Boku od Kotora,
kojano je dika od Hrvata
i viteško srce od junaka...”
Ban Petar Zrinski doplovio je do Perasta na svome brigantinu u svibnju 1654., samo dva tjedna nakon pobjede nad Turcima. Gradić ga je dočekao urešen zastavama, sagovima i cvijećem. Navodno je ban rekao: "Dođoh samo zato da vidim slavni, sretni i plemeniti Perast". Knez u Perastu tada je bio Krsto Vuković. Tom prigodom darovao je Zrinski jednu prekrasnu sablju Peraštanima da ih sjeća na njihovo junaštvo. Od tada bio je običaj da se komunalni načelnik, kad ga se svake druge godine imenovalo, opasa tim mačem. Navodno je on nekad bio svojina Vuka Brankovića Zmaja Ognjenoga. Na pročelju njegovom je staroslavenski natpis bosanskom ćirilicom koji u prijevodu na suvremeni jezik glasi: "Sudi Gospodine one koji me obilaze i pobij one koji se bore sa mnom. Primi oružje i štit i ustani bijući se". Na drugoj strani bio je latinski natpis Memento mei domine i još jedan zaziv svetom Nikoli te potpis nekog Vukše Stepanovića. Navodno su Peraštani Zrinskom uzvratili glavarskim peharom koji je nekoć bio svojina sigetskog junaka, njegova pretka Nikole, a koji je od nekog Turčina kupio jedan Peraštanin. Jedni izvori vele da su Peraštani Zrinskoga nakon dvodnevnog boravka ispratili pucanjem topova i zvonjavom zvona, ali ima i malicioznih koji su mu zamjerili jer je rečeno da će nakon njih posjetiti i Dubrovčane. Kažu ti izvori da su tom prilikom, valjda u pol glasa i za sebe, neki rekli "ode lupež lupežima", ali taj navod nije provjerljiv. Postoji i druga inačica prema kojoj su to izrekli uvrijeđeni Dubrovčani jer ih Zrinski nije posjetio. Kada je Zrinski za to saznao rekao je "nije lupež lupežima nego junak junacima", a što vrijedi u oba slučaja.
Svoje obećanje posjetiti Boku kotorsku ban Jelačić je ispunio 1851. Bokelji su ga svečano i oduševljeno primili u primorskim mjestima, a dok je plovio zaljevom svugdje su ga pozdravljali maškulama. Na Verigama su ga Rišljani dočekali s desetak lađa. Jedino u Kotoru, gdje je bilo dosta činovništva, doček baš i nije bio sjajan jer je banov zagovor narodnog jezika bio ovdje hladno primljen. Srdačno su ga pozdravljali Grbljani, njih 400 koji su stigli s barjacima i klicali mu da je njihova sreća. U Kotoru Jelačić je obećao poslati svoju sliku za potrebe Slavjanske čitaonice pa je to 3 godine kasnije i učinio.
Na Katedrali sv. Tripuna u Kotoru nalazi se spomen-ploča postavljena povodom tisućljetne godišnjice krunidbe hrvatskog kralja Tomislava.

## Brojnost
U Boki kotorskoj ukupno živi 5.401 Hrvat, i oni čine 6,31% ukupnog stanovništva bokokotorskoga zaljeva. Većina bokeljskih Hrvata je gradsko stanovništvo, 3.951 (73,15% bokeljskih Hrvata), i čine 6,74% urbanog stanovništva u Boki kotorskoj. Ostalih 1.450 (26,85%) je seosko stanovništvo, i čine 5,39% cjelokupnog bokeškog seoskog stanovništva. Boka kotorska predstavlja koncentrat hrvatskoga naroda u Crnoj Gori, jer u njoj živi 79,3% od svih crnogorskih Hrvata.
Najveći udio u stanovništvu čine u općini Tivat, gdje ih ima 2.663, odnosno 19,54% od ukupnog stanovništva cijele općine, te 49,31% od svih bokeljskih Hrvata. Velika većina tivatskih Hrvata (2.270 ili 85,24%) žive u urbanim naseobinama u tivatskoj općini, te čine 22,25% cjelokupnog urbanog stanovništva u općini. Većina tih Hrvata žive u samom gradu Tivtu, 1.908, tj. 20,15% od ukupnog stanovništva ovoga grada. Tivat je grad s najvećim postotkom Hrvata u Boki kotorskoj i cijeloj Crnoj Gori. Ostalo hrvatsko stanovništvo u ovoj općini (393 ili 14,76%) je seosko, te čini 11,46% od ukupnog seoskog stanovništva u tivatskoj općini. U tivatskoj općini se nalazi jedini kotar s apsolutnim većinskim hrvatskim stanovništvom u bokokotorskome zaljevu, tj. u cijeloj državi Crnoj Gori. U pitanju su Bogdašići. U Bogdašićima ima ukupno 28 Hrvata, i čine većinu u iznosu od 58,33% od ukupnog stanovništva u naselju. Hrvati čine relativnu većinu stanovništva u gradiću Donja Lastva, gdje ih ima 362 ili 49,39% stanovništva ovog naseljenog mjesta. Najveću manjinu Hrvati čine u kotaru Lepetani, gdje ih ima 63 i čine 32,74% stanovništva.
U kotorskoj općini ima 1.762 Hrvata, odnosno 32,62% svih bokeljskih Hrvata, i čine 7,68% stanovništva te općine. 914 (51,87%) žive u urbanim naseobinama, te čine 6,94% gradskog stanovništva u općini, dok 848 (48,13%) kotorskih Hrvata sačinjavaju 8,68% seoskoga življa. Većina kotorskih Hrvata živi u gradiću Dobrota, gdje ih ima 535 i čine 6,55% stanovništva. Drugo mjesto s dosta hrvatskog stanovništva su kotar Škaljari, gdje ih ima 489 i čine 12,22% stanovništva.
Prema popisu iz 1991. godine, u Boki kotorskoj je živjelo 5.044 Hrvata, te činjeli su 6,9% stanovništva Boke kotorske. Prema starijem popisu stanovništva iz 1981. godine, bilo ih je 5.343, odnosno 8,66% stanovništva Boke kotorske.

## Jezik
Bokeljski Hrvati (podaci se odnose na općine Herceg Novi, Kotor, Tivat i Budva) su jezično podijeljeni, hrvatski jezik je materinski jezik za 1.930 ili 35,74% bokeljskih Hrvata. 1.918 bokokotorskih Hrvata, odnosno 35,51%, se izjasnilo da govore srpski jezik, a 1.117 ili 20,68%, pak, smatra crnogorski jezik materinskim. Dijalektički, njihov govor je ijekavski, i pripada srednjejužnoslavenskome dijasustavu, te novom istočno-hercegovačkim narječju[nedostaje izvor], istima kao i ostali Bokelji.
Sveukupno 2.126 (2,49%) Bokelja se izjasnilo da im je materinski jezik hrvatski.

## Kultura i povijest
Područje Boke se u ranom srednjem vijeku dijelilo na 3 dijela. Jedan je bio dio na sjeveru, oko Sutorine i kasnije Herceg Novog gdje je Travunja izlazila na more. Od Risana (isključujući) do Tivata (uključujući) se protezao prostor bizantske Dalmacije, odnosno prostor Kotorske komune, koji je bio dio Bizantske dalmacije i pod izravnom vlašću hrvatskih kraljeva iz loze Trpimirovića od Tomislava I. Južno od toga, uključujući i Budvu se protezala Duklja.

U 11. stoljeću je Travunja integrirana u Dukljansko kraljevstvo, Kotor u 14. stoljeću, Zadarskim mirom se vraća pod vlast hrvatskog bana, a nakon toga, skupa s bivšom Travunjom dolazi pod vlast hrvatskog bana u BosniBosni. Neko vrijeme nakon toga je neovisan, pa da ne dođe pod Turke priznaje mletačku vlast. Kroz stoljeća se mletačka vlast širi dok ne obuhvati cijelu Boku.
O Bokeljima iz Boke kotorske piše[nedostaje izvor] pop Dukljanin u 12. stoljeću koji bilježi osnutke biskupija u Budvi i Kotoru i kako je Crvena Hrvatska u zajednici s Bijelom Hrvatskom. Dolaskom Turaka dio Boke pripast će Turcima, pa se ona stavlja pod zaštitu Mlečana i ostaje pod istom do 1797. Kroz to vrijeme Bokelji postaju vješti pomorci brodograditelji, a razvija se i književnost. Mornarica Bokelja postaje među najjačima[nedostaje izvor] na Mediteranu.
Danas Hrvati Boke imaju u Crnoj Gori stranku pod nazivom Hrvatska građanska inicijativa, a postoji i udruga Hrvatska Bratovština Bokeljska Mornarica 809, koja ima ispostave u Zagrebu i Dubrovniku, a zaštitnik joj je sveti Tripun, koji se od 12. stoljeća slavi 3. veljače.
"Područje Boke kotorske, ali i cjelokupnoga obalnog dijela današnje Crne Gore, svojim je povijesnim i kulturnim naslijeđem ujedno i sastavni dio hrvatske prošlosti. Već sama činjenica kako hrvatski narod na području Crne Gore baštini oko 60 posto ukupnoga kulturnog i umjetničkog naslijeđa dovoljno je snažno svjedočanstvo o upečatljivosti – iskazanoj trajnim i do danas očuvanim biljezima – hrvatskih prinosa ovome dijelu istočnojadranske obale.  Hrvatska prisutnost na crnogorskoj obali poglavito se odnosi na prostor Zaljeva hrvatskih svetaca (Boku kotorsku) i tamošnje gradove i naselja Kotor, Tivat, Perast, Prčanj, Dobrotu, Herceg-Novi, Stoliv, Lastvu, Muo i druge, ali i – držimo ne u manjoj mjeri i ne manje vrijedno istraživačke pozornosti – na prostor Budve, Bara i Ulcinja, kao i njihove neposredne okolice."
U Kotoru djeluje Hrvatsko građansko društvo Crne Gore. 21. prosinca 2007. godine u Tivtu je formirano Hrvatsko nacionalno vijeće u Crnoj Gori (Hrvatski savjet u Crnoj Gori) na elektorskoj skupštini u domu Kulture »Gracija Petković«.

## Velikosrpske pretenzije
Bokelji su prvenstveno Hrvati, no bilo zbog slavne pomorske povijesti Bokelja, bilo zbog želje za zatiranjem opstojnosti drugih naroda na teritoriju Bokokotorskog zaljeva, pripadnici drugih naroda počeli su se izjašnjavati kao Bokelji i prisvajaju to ime.
Tako danas postoji razlika između Hrvata Bokelja, te ostalih stanovnika koji su se počeli izjašnjavati Bokeljima kao stanovnicima zemljopisnog područja Boke kotorske: to jest Srbi, Crnogorci naseljeni na području gradova: Kotor, Tivat, Risan i Herceg Novi) koji se nalaze u jugozapadnom dijelu Crne Gore, odnosno uz Bokokotorski zaljev.
Većina stanovnika Boke danas (2006.) jesu pravoslavne vjeroispovijesti, jer su mnogi Bokelji morali iseliti za vrijeme: Prve Jugoslavije[nedostaje izvor], Druge Jugoslavije[nedostaje izvor]. Akademik Josip Pečarić tvrdi da se za vrijeme Domovinskog rata kada se najveći broj Bokelja iselilo, iako se uvidom u nekoliko posljednjih popisa stanovništva Crne Gore ne nameće takav zaključak[nedostaje izvor]. Ako se izuzme regionalna pripadnost, nacionalno ne-etnički Bokelji izjašnjavaju se Crnogorcima ili Srbima, ono što etnički i jesu.
Srpska velikosrpska politika veoma jasno precizira svoje prohtjeve i težnje prema tuđem teritoriju. Međutim Bokelji nisu Srbi, i zaboravljaju da je bokeljsko porijeklo dukljansko. I u Ljetopisu popa Dukljanina ni na jednom mjestu se ne spominje da su u Duklji živjeli 'Srblji', pa ni srpski povjesničar Relja Novaković. Kao prvi arhont Dukljana spominje se Petar u IX stoljeću. Godine 1189. Duklja pada pod vlast Raške.
Hrvatska povijest ovdje je stara i moramo zaći u vrijeme postojanja Crvene Hrvatske, ona se onda prostirala prostirala od Neretve do Bojane, a možda i južnije. Porfirogenet spominje oko 950. da u carstvu žive narodi Hrvati i Srbi. Crnogorci se tada još ne spominju. Crveni Hrvati naseljavali su područja Ljubinja, Stoca, Nevesinja, Gacke, Trebinja, i što nam je osobito zanimljivo Dubrovačku okolinu, Boku, Cetinje, Crnojevića Rijeku, Nikšić, Virpazar i drugo. Prema popu Dukljaninu (1200) u području Crvene Hrvatske žive Dukljani ili Slavonci. Dio se Dukljana svakako odvojio od hrvatske matice, možda još i u 10. stoljeću i postao samostalan, njih danas znamo kao Crnogorce. Crnogorci su se podijelili na mnoga plemena, a glavno zanimanje postade im polunomadsko ovčarstvo, a planinski katuni još se mogu naći po crnogorskim brdima.
Crna Gora nazivana Zetom od 12. do 15. st. je pod ondašnjom Raškom, ali imaju odvojene uprave. Govor što ga Crnogorci imaju ostao je sličan govoru Boke i području Dubrovnika, čime se i iskazuje njihovo porijeklo od Crvenih Hrvata i nesrodnost sa Srbima.
Područje Boke i cijele Crvene Hrvatske ujedinjeno je s Bijelom (Zapadnom) Hrvatskom do sredine 10. stoljeća u jednu državu. To je moglo biti vrijeme cijepanja Dukljana na kasnije Crnogorce koji su se osamostalili, i narod Boke koji su ostali u području Boke, odnosno Bokelja. Tokom 12. stoljeća niču uz obalu mnogi novi gradovi. Kotor postaje pomorsko trgovačko središte, a crkva Svetog Tripuna podignuta je 1166. uz pomoć pomorskih trgovaca. Kotor postaje poznat po brodograđevnoj industriji.
Godine 1371. Kotor dolazi pod zaštitu Ljudevita Velikog[nedostaje izvor] koji tjera Veneciju s istočne obale Jadrana. Nakon smrti Ljudevita Velikog, bosanski kralj Stjepan Tvrtko I. Kotromanić ovlada dijelom Boke i utemeljuje se Herceg Novi, na zapadnoj strani zaljeva. Godine 1391. kralj umire, a Kotor postaje nezavisni grad-država, i tako bude sve do 1420. godine.
Nad Bokeljskim Hrvatima od 1918. počelo se provoditi etničko čišćenje. Prema popisu iz 1910. tamo ih ima 13.500, da bi im broj 1991. spao na svega 4.910. Istovremeno naglo raste broj nehrvatskog pučanstva, od 33.400 (1910.) na 61.400 (1991.). Hrvati iseljavaju, pod pritiskom uz prijeteća pisma sa sadržajem "Ne odete li sami na vrijeme, noć će gutati vašu djecu i vaše obitelji. Pohrlite po pozivu gospodina Tudjmana u Hrvatsku, jer srpskih vjekovnih ognjišta tamo ima više nego što ima vas.".  Bokeljsko ime od etnonima postaje naziv za stanovništvo a Hrvati se proglašavaju Srborvatima (karta “Velike Srbije”), ili se moraju izjašnjavati kao Jugoslaveni.

## Poznate osobe
- Bl. Gracija iz Mula (1438. – 1508.),
- Andrija Paltašić (~1450. – 1500.), tiskar, nakladnik,
- Nikola Modruški (oko 1427. – 1480.), biskup,
- Bl. Ozana Kotorska (isto poznata kao Katarina Kosić, 1493. – 1565.),
- Sv. Leopold Bogdan Mandić (1866. – 1942.), kapucin,
- Vicko Zmajević (1670. – 1745.), nadbiskup i političar,
- Tripo Kokolja (1661. – 1713.), slikar
- Pavao Đurov Kamenarović (1696. – 1787.), trgovac i dobrotvor
- Josip Marinović (1741. – 1801.), isusovac,
- Ivo Visin (1806. – 1868.), pomorac i istraživač
- Anton Luković (1815. – 1880.), arhitekt,
- grof Antun Tripun Luković (1832. – 1911.), brodovlasnik,
- Jeronim Korner (1909. – 1976.), pjesnik,
- Ante Moškov (1911. – 1948.?), general i ustaški pukovnik,
- Viktor Vida (1913. – 1960.), književnik,
- Luka Brajnović (1919. – 2001.), književnik i novinar,
- Josip Riđanović (1928. – 2009.), geograf,
- Vjenceslav Čižek (1929. – 2000.), pjesnik,
- Josip Pečarić (1948.), hrv. akademik.

## Vidjeti još
- Bokelji
- Hrvatska bratovština Bokeljska mornarica 809.

## Vanjske poveznice
- Borba za povratak Boke u hrvatsku svijest
- Kraj preslavne tradicije
- Bokeljska mornarica  Arhivirana inačica izvorne stranice od 26. travnja 2004. (Wayback Machine)
- Spomen palim Hrvatima kod Lepanta
- Cjelovit prikaz hrvatske štokavštine